# Ernst von Frantzius
Ernst von Frantzius (* 4. Juni 1850 in Königsberg; † 23. März 1910 in Hoppegarten) war ein deutscher Konteradmiral der Kaiserlichen Marine.

## Leben
Ernst von Frantzius war der einzige Sohn vom späteren Geheimen Justizrat und Appellationsgerichtsrat Theodosius Otto von Frantzius (1800–1870) und Alwine, geb. Wendt (1818–1865).
Ernst von Frantzius trat am 15. April 1867 als Kadett in die Norddeutsche Marine ein. Am 16. Dezember 1871 zum Unterleutnant zur See befördert, war er 1872 auf der Meteor. Ende September 1873 wurde er Adjutant der I. Werft-Division und blieb dies bis 28. Februar 1874. Im Januar/Februar 1874 war er kurz zeitgleich Kommandant der Salamander. Anschließend kam er für zwei Monate als Wachoffizier auf die Elisabeth. Von Mitte Mai 1875 bis Ende September 1875 war er zur Admiralität kommandiert und ging dann bis Mitte Mai 1876 für den I. Coetus an die Marine-Akademie. Mit Patent zum 19. September 1874 war er Leutnant zur See geworden. Den II. Coetus an der Marine-Akademie belegte er ab dem 25. September 1876, nachdem er in der Zwischenzeit als Wachoffizier auf der Kaiser gedient hatte. Der II. Coetus ging bis 6. Mai 1877. Anschließend war er bis 3. Oktober 1877 Wachoffizier auf der Falke und belegte vom 4. Oktober 1877 bis 5. Mai 1878 den III. Coetus an der Marine-Akademie. Er kam kurz bis Ende des Monats als Wachoffizier auf die Große Kurfürst. Bis Ende August 1878 war er zur Verfügung des Chefs der Marinestation der Ostsee gesetzt, war zeitgleich im Schiffsstamm für die in Dienst zu stellende Bismarck und ging dann als Wach-, Batterie- und Navigationsoffizier auf die Bismarck. Ende September 1882 wechselte er als 2. Adjutant in der Stab der Marinestation der Ostsee. Vom 1. Oktober 1882 bis 21. März 1884 war er Navigationsoffizier auf der Olga. Er war vom 22. April 1884 bis zur kurzzeitigen Außerdienststellung zum 30. September 1884 Kommandant der Crocodill. Bis Ende März 1885 war er Mitglied der Schiffsprüfungskommission, erhielt am 16. Februar 1886 seine Beförderung zum Korvettenkapitän und war dann bis 19. Oktober 1886 Kommandeur der 2. Abteilung der II. Marine-Division. Es folgte eine zweimonatige Ausreise nach Apia, um dort sein nächstes Kommando zu übernehmen. Als Korvettenkapitän hatte er von Dezember 1886 bis April 1888 das Kommando über die Albatross. Im April/Mai 1888 folgte seine Rückreise nach Deutschland und hier wurde er bis Anfang Mai 1890 Ausrüstungsdirektor der Kaiserlichen Werft Danzig. Von Ende März 1889 bis Ende Mai 1889 war er zugleich mit der Vertretung des Oberwerftdirektors betraut. Als Erster Offizier kam er bis Ende September 1890 auf die Württemberg, um erneut in die Südsee zu reisen. Vom 1. Oktober 1890 bis 14. Februar 1891 dauerte die Anreise zu seinem nächsten Kommando. Von Februar 1891 bis Januar 1893 war er Kommandant der Alexandrine. Er reiste nach Deutschland zurück und war bis 30. März 1894 zur Verfügung des Chefs der Marinestation der Ostsee gesetzt. Zeitgleich übernahm er von Ende Juli 1893 bis Ende September 1893 das Schulschiff Olga, auf welchem er bereit von 1882 bis 1884 gedient hatte. Vom 9. April 1894 bis 20. September 1895 war er Chef des Stabes der Marinestation der Nordsee. Anschließend übernahm er bis Ende September 1897 die Weißenburg als Kommandant, um dann bis 1. Oktober 1898 Chef des Stabes nun der Marinestation der Ostsee zu sein. Im Oktober zum Reichsmarineamt kommandiert, wurde er hier von November 1898 bis Ende September 1900 war er Abteilungschef im Nautischen Departement im Reichsmarineamt und wurde dort 1900 Konteradmiral. Vom 26. September 1900 bis 11. März 1902 war er Inspekteur der II. Marine-Inspektion. Zeitgleich war er vom 20. April 1901 bis 16. Mai 1901 in Vertretung Chef der Marinestation der Nordsee.
In Dresden heiratete er am 4. Oktober 1884 mit Ida Albertine Gertrud von Frantzius (* 1863) eine Verwandte.